# Linda Engström
Karin Linda Elisabeth Engström, född 10 februari 1986 i Uppsala, är en resebloggare, svensk debattör och tidigare UNF-ordförande.
Linda Engström växte upp i Tväråbäck, fyra mil utanför Umeå, och blev redan i 13-årsåldern medlem i Ungdomens Nykterhetsförbund, UNF. Linda Engström var ordförande i Ungdomens Nykterhetsförbund under perioden 2011-2013 tillsammans med Vidar Aronsson. Dessförinnan var hon vice ordförande under perioden 2009-2011.  Under perioden 2007-2009 var hon ledamot i förbundsstyrelsen. Sedan 2013 arbetar hon på IOGT-NTO och hon bor sedan 2009 i Stockholm. 
2012 avlade hon kandidatexamen i genusvetenskap med uppsatsen Fest – en feministisk frizon? vid Stockholms universitet.
2016 startade hon resebloggen resamedvetet.se om medvetet resande.